# Ampittia capenas
Ampittia capenas är en fjärilsart som beskrevs av William Chapman Hewitson 1868. Ampittia capenas ingår i släktet Ampittia och familjen tjockhuvuden. Inga underarter finns listade i Catalogue of Life.

## Bildgalleri

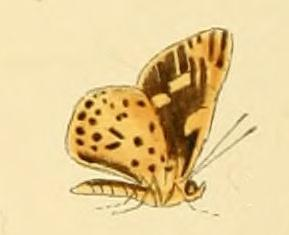
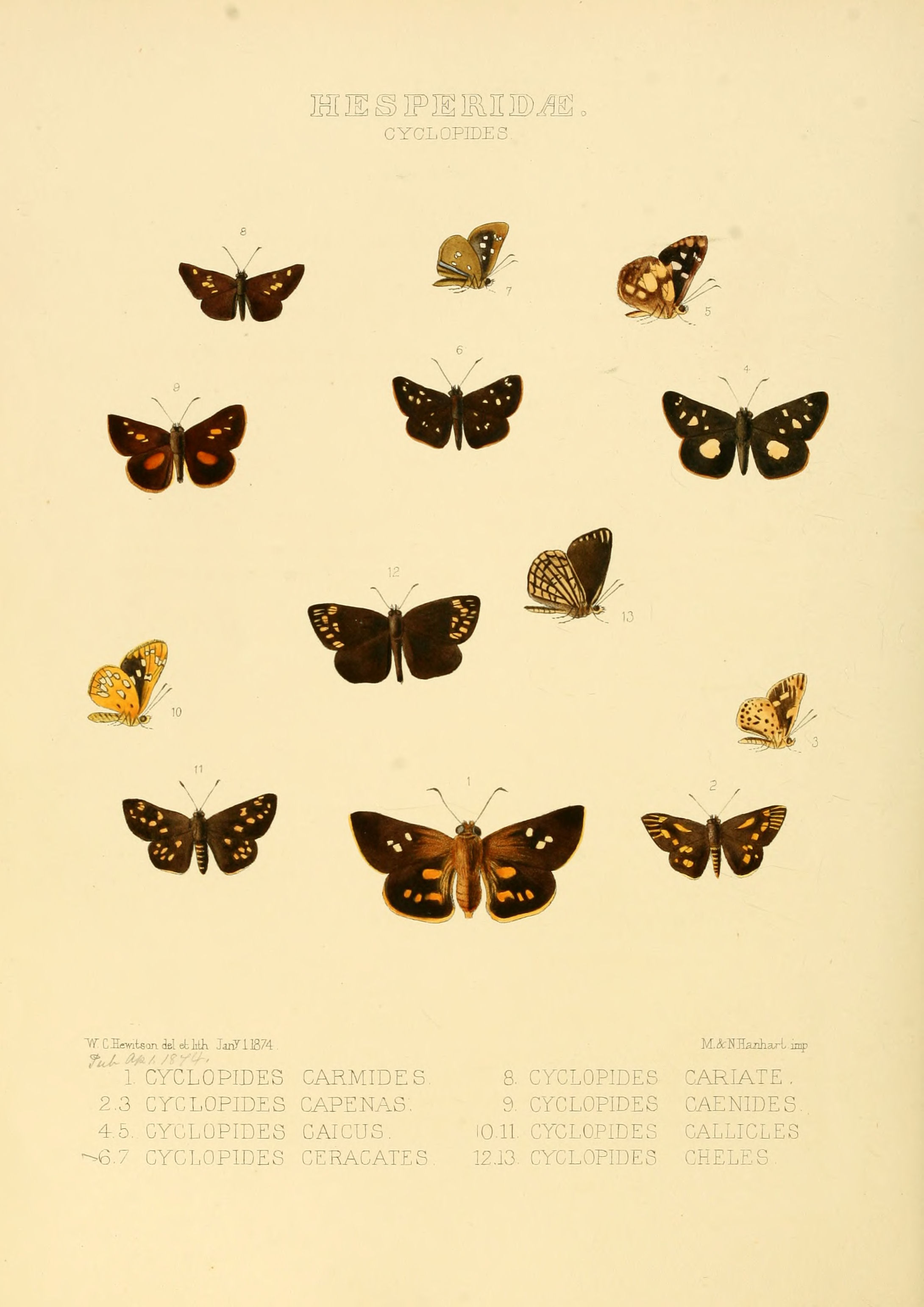